# Lista de membros titulares da Academia Brasileira de Ciências empossados em 2005
Esta lista contém os nomes dos membros titulares da Academia Brasileira de Ciências empossados em 2005.
| Imagem | Nome                             | Datas de nascimento e falecimento          | Local de nascimento | Área de especialização | Alma mater         | Data de posse       | Conhecido por | Referências |
| ------ | -------------------------------- | ------------------------------------------ | ------------------- | ---------------------- | ------------------ | ------------------- | --- | ----------- |
|        | Adalberto Luis Val               | 31 de julho de 1956                        |                     | Ciências Biológicas    | CBM                | 08 de junho de 2005 | |             |
|        | Aldina Maria Prado Barral        | 29 de setembro de 1951                     |                     | Ciências Biomédicas    | UFBA               | 08 de junho de 2005 | |             |
|        | Ana Maria Giulietti Harley       | 03 de novembro de 1945                     | Pesqueira, PE       | Ciências Biológicas    | FAFIRE             | 08 de junho de 2005 | Medalha Jose Cuatrecasas (2013) |             |
|        | Carlos Frederico Martins Menck   | 01 de dezembro de 1956                     | São Paulo, SP       | Ciências Biomédicas    | USP                | 08 de junho de 2005 | |             |
|        | Carol Hollingworth Collins       | 21 de março de 1931 18 de setembro de 2022 |                     | Ciências Químicas      | Bates College, EUA | 08 de junho de 2005 | Autora de “Introdução a Métodos Cromatográficos” (1987) e “Fundamentos de Cromatografia” (2006). Recebeu o prêmio "Marie Curie Award”, da American Association of University Women e a “Medalha Simão Mathias”, da SBQ. Recebeu o título de Professora Emérita da Unicamp no dia 14 de maio de 2012. | [ 2 ] [ 3 ] |
|        | Elibio Leopoldo Rech Filho       | 15 de novembro de 1956                     |                     | Ciências Agrárias      | UnB                | 08 de junho de 2005 | |             |
|        | Jairton Dupont                   | 16 de dezembro de 1958                     | Farroupilha, RS     | Ciências Químicas      | PUC-RS             | 08 de junho de 2005 | |             |
|        | João E. Steiner                  | 01 de março de 1950 10 de setembro de 2020 | São Martinho, SC    | Ciências Físicas       | USP                | 08 de junho de 2005 | | [ 4 ] [ 5 ] |
|        | Leôncio Martins Rodrigues Netto  | 21 de janeiro de 1934                      |                     | Ciências Sociais       | USP                | 08 de junho de 2005 | | [ 6 ]       |
|        | Marcelo Sousa de Assumpção       | 02 de maio de 1951                         |                     | Ciências da Terra      | USP                | 08 de junho de 2005 | |             |
|        | Maria José Pacifico              | 21 de abril de 1952                        | Guariba, SP         | Ciências Matemáticas   | UNESP              | 08 de junho de 2005 | ferradura singular Provou, com Rovella e Viana, a existência de atratores caóticos espirais | [ 7 ]       |
|        | Nelson Francisco Favilla Ebecken | 18 de abril de 1948                        |                     | Ciências da Engenharia | UFF                | 08 de junho de 2005 | |             |
|        | Paulo Eduardo Artaxo Netto       | 25 de janeiro de 1954                      | São Paulo, SP       | Ciências da Terra      | USP                | 08 de junho de 2005 | Junto da equipe envolvida, recebeu o Prêmio Nobel da Paz em 2007 pelo Quarto Relatório de Avaliação do Painel Intergovernamental sobre Mudanças Climáticas |             |
|        | Roberto Zatz                     | 26 de outubro de 1948                      |                     | Ciências da Saúde      | USP                | 08 de junho de 2005 | |             |
|        | Ruy Exel Filho                   | 02 de julho de 1956                        | São Paulo, SP       | Ciências Matemáticas   | USP                | 08 de junho de 2005 | |             |
|        | Vanderlei Salvador Bagnato       | 28 de setembro de 1958                     |                     | Ciências Físicas       | UFSCar USP         | 08 de junho de 2005 | Autor da primeira tese sobre resfriamento e aprisionamento de átomos (1987) Trabalhou com Eric Cornell (prêmio Nobel de 2001), W. Keterlle (prêmio Nobel de 2001), W. Phillips (prêmio Nobel de 1997) Construiu o primeiro relógio atômico da América Latina (1998)                                  |             |
|        | Vivian Mary Barral Dodd Rumjanek | 04 de junho de 1947                        | Rio de Janeiro, RJ  | Ciências Biomédicas    | UERJ               | 08 de junho de 2005 | |             |